# Huaneng Power International
Huaneng Power International (chinois simplifié : 华能国际电力控股有限公司 ; chinois traditionnel : 華能國際電力控股有限公司 ; pinyin : Huánéng guójì diàn lì kòng gǔ yǒuxiàngōngsī) est une entreprise chinoise du secteur de la production d'électricité.
Elle finance, construit et exploite des centrales pour produire de l'électricité qu'elle vend et distribue à des entreprises chinoises sur tout le territoire. 
1. ↑  « http://www.sse.com.cn/assortment/stock/list/info/company/index.shtml?COMPANY_CODE=600011 »
2. ↑  « https://www.hkex.com.hk/eng/invest/company/profile_page_e.asp?WidCoID=0902&WidCoAbbName=&Month=&langcode=e »
3. 1 2 3 4 5 6  Form 20-F (SEC filing).